# ジョン・マーシャル (伝記作家)
ジョン・マーシャル（John Marshall、1784年ころ - 1837年）は、イギリス海軍の士官で、後にイギリス海軍士官たちの伝記を手がける伝記作家となった。

## 経歴
おそらくは1784年生まれであったマーシャルは、まだ子どもだったフランス革命戦争中の1793年に、軍務に就き始めたと考えられている。マーシャルによれば、「9歳のときに海に出てその後の戦争中ずっと、どんな校長先生も踏み込まない学級のような船の中で軍務に就いていた (went to sea at nine years of age, and served during the whole of the late war in vessels of a class to which no schoolmaster is allowed)」のだという。おそらくマーシャルは、スループやカッター、その他の小さな船に乗り込んでいたものと思われる。
1815年2月14日、マーシャルは、大尉に昇進した上で、おそらくは年金を得て退役した。
1823年、マーシャルは『イギリス海軍列伝』 (Royal Naval Biography) と通称される、『Royal Naval Biography, or Memoirs of the Services of all the Flag-Officers ... Post Captains, and Commanders whose names appeared on the Admiralty List of Sea Officers at the commencement of the present year (1823), or who have since been promoted』を出版した。 
マーシャルは『列伝』の新版を1835年まで出し続け、『列伝』は八折り判12巻にまで拡充された。伝記執筆のための材料の多くは、士官たちが自ら提供したものであったが、マーシャルは文書の公私を問わず書簡類や、その他の文書からの直接の引用は避けていた。
マーシャルは、1837年はじめに死去した。